# جدوارد
جدوارد هما جون وإدوارد غرايمز (من مواليد 16 أكتوبر 1991 في دبلن، جمهورية أيرلندا) هما توأمان وثنائي كمغنيين ومذيعين.

## وصلات خارجية
- الموقع الرسمي
- قناة جدوارد  على يوتيوب
- جدوارد على موقع IMDb (الإنجليزية)
- جدوارد على موقع ميوزك برينز (الإنجليزية)
- جدوارد على موقع أول ميوزيك (الإنجليزية)
- جدوارد على موقع ديسكوغز (الإنجليزية)